# Tenir feu et lieu
Tenir feu et lieu est une expression du français québécois qui se rapporte aux droits seigneuriaux de la Nouvelle-France (1534-1763).
Lors de la concession d'une terre, tenir feu et lieu, définissait un ensemble de conditions imposées aux seigneurs ou aux colons : de bâtir une habitation, d'y habiter, de construire et entretenir les chemins, de bâtir un moulin à farine, et de concéder des terres aux colons,
Aux XVIIe et XVIIIe siècles, les terres étaient concédées sans paiement direct à quiconque en voulait une, les concessions étaient contraintes à des redevances seigneuriales annuelles sur la production. Une terre laissée en friche retournait au domaine du seigneur, ou à celui du roi.
Le colon ou le seigneur n'était pas tenu de demeurer sur sa terre, il pouvait avoir des engagés, L’engagé était généralement un homme, âgé d’une vingtaine d’années, célibataire et originaire de l’ouest de la France. En échange de son travail, il recevait logement et repas, des vêtements et un salaire (environ 75 livres par an), en plus d’être remboursé du coût du voyage au Canada,,,,.
| Cornelius Krieghoff (1815-1872), Ferme de l'habitant, huile sur canevas 1856, |

## Photos

Moulins, à vent, à eau, à farine, à scie, meunerie
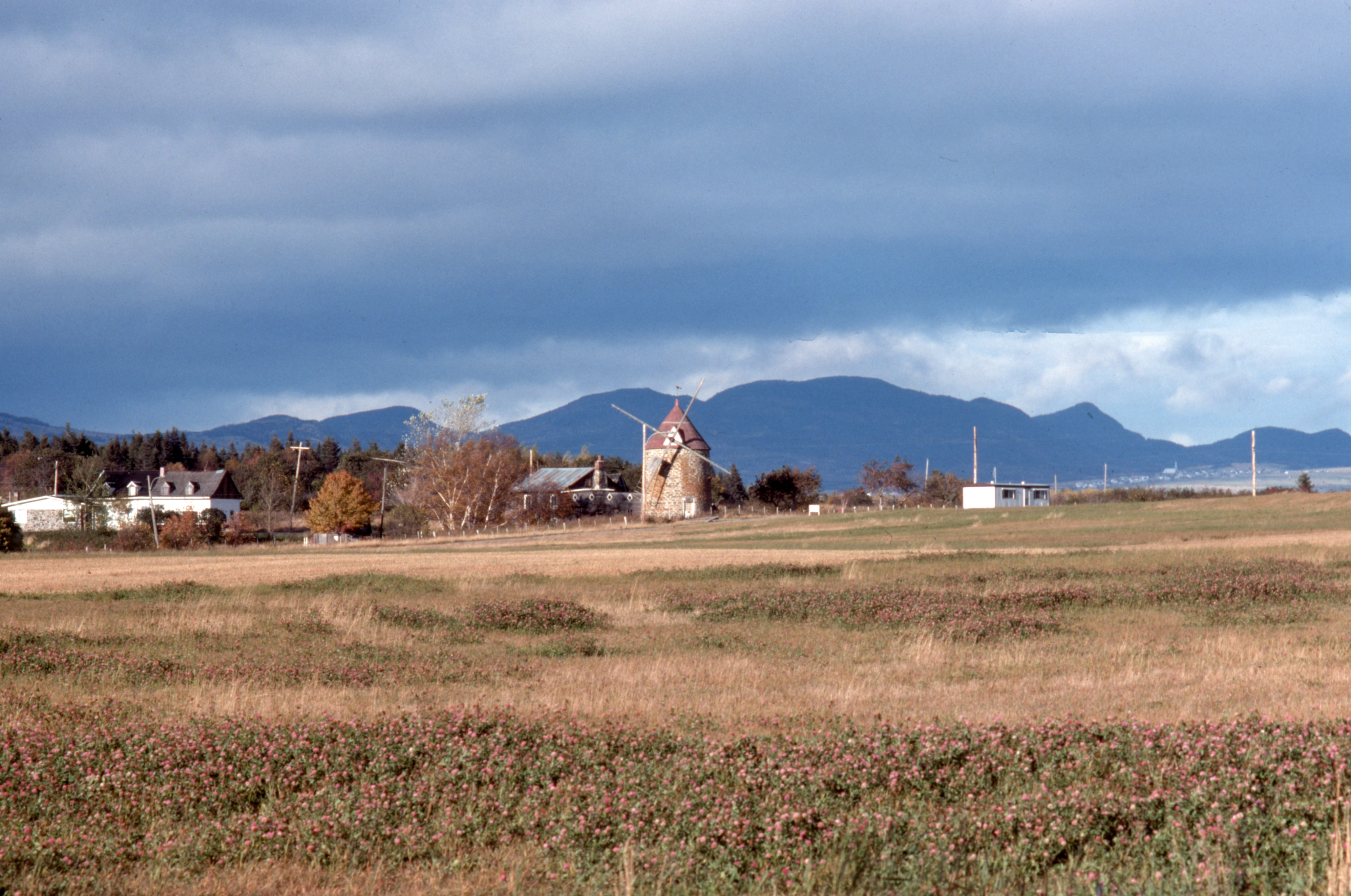
Vieux moulin à vent Desgagné-de-L'Isle-aux-Coudres[8], chemin du Moulin, L'Isle-aux-Coudres
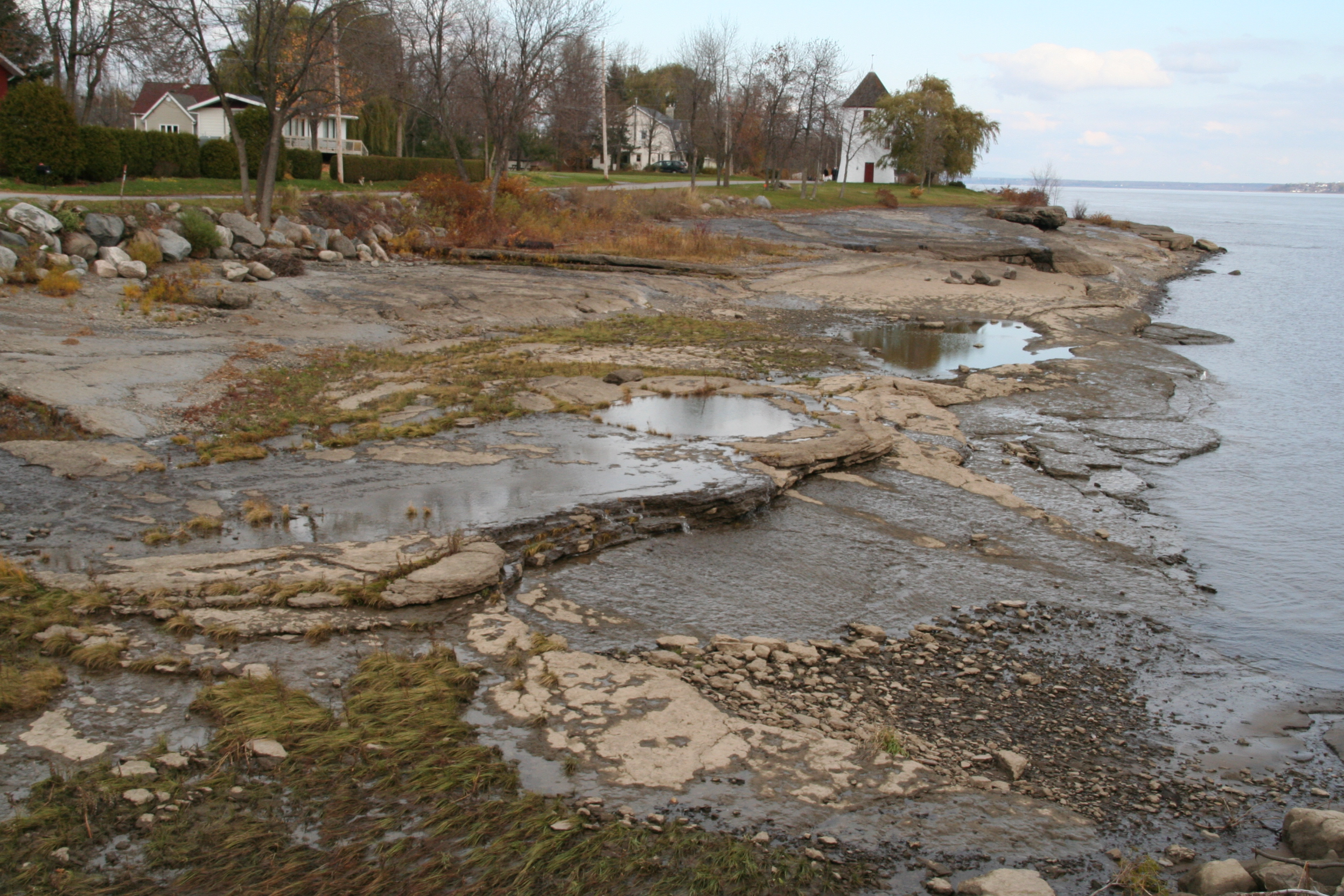
Moulin à vent de Grondines, fleuve Saint-Laurent, Deschambault-Grondines
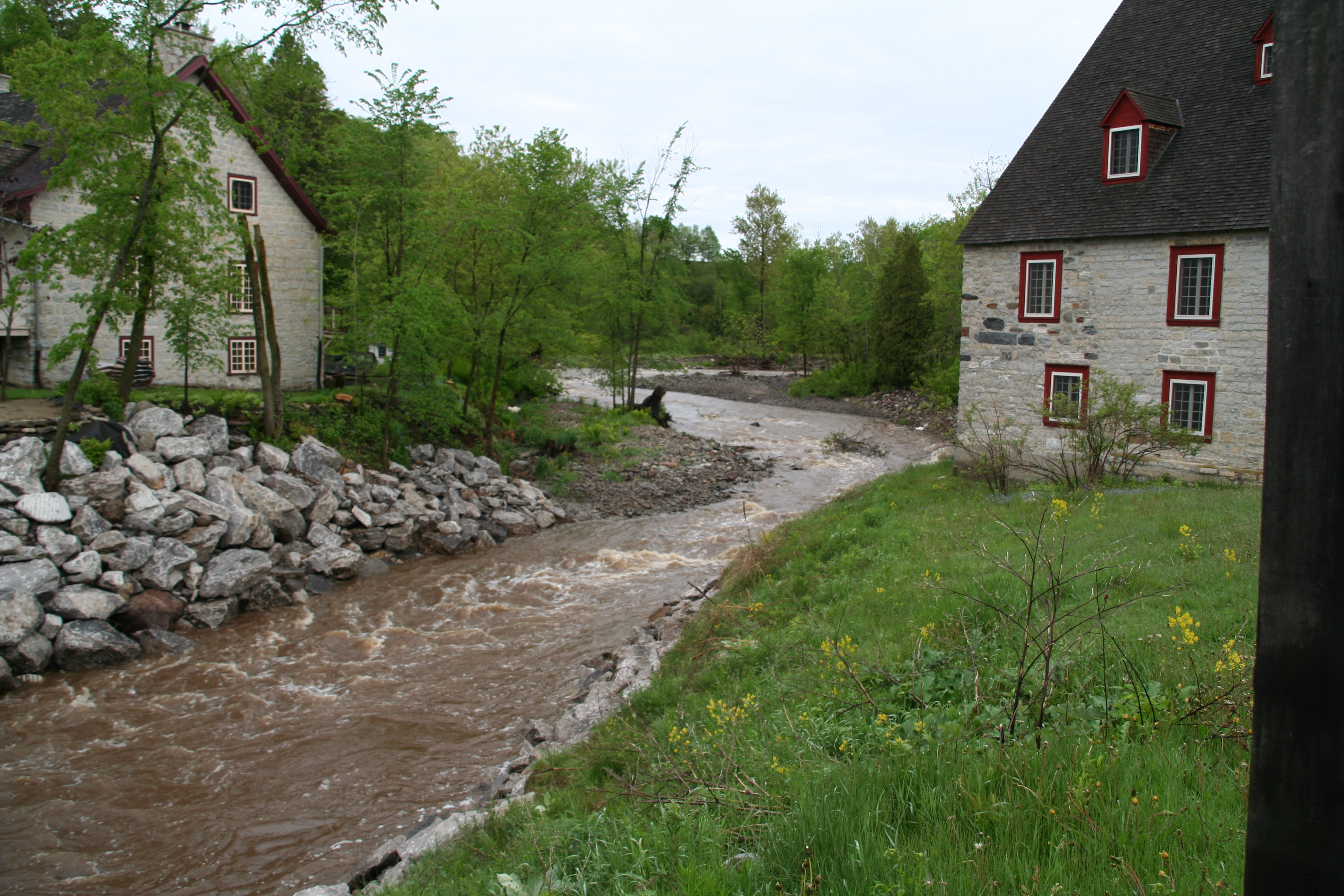
Rivière et Moulin de La Chevrotière[9], Deschambault-Grondines
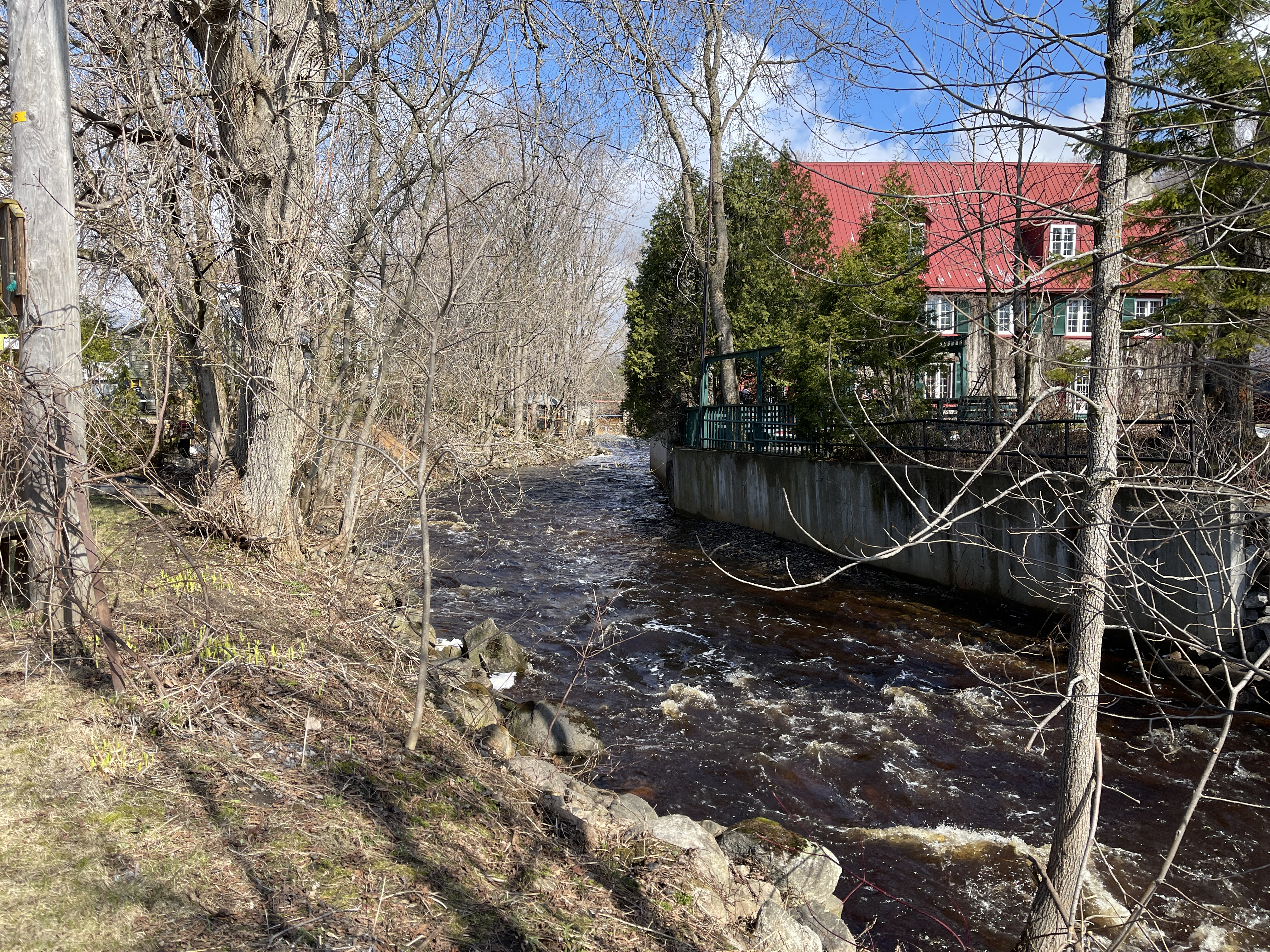
Rivière du Moulin et Vieux moulin Hamelin, Deschambault-Grondines
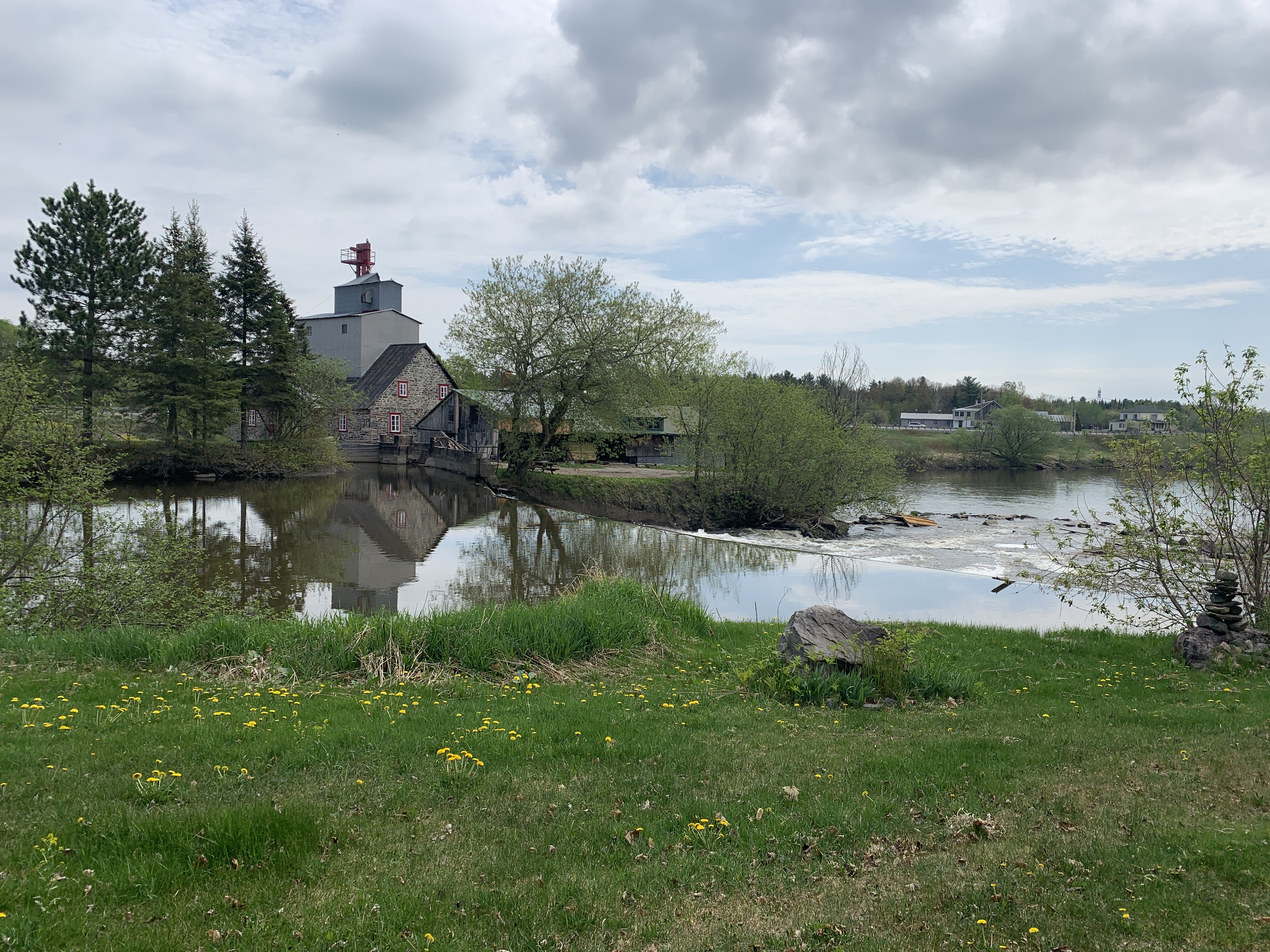
Rivière des Envies, barrage, Moulin Goulet (Moulin des Jésuites), à eau, à farine, meunerie, moulin à scie, Saint-Stanislas